# Bergman-Österbergska samhällskurserna
Bergman-Österbergska samhällsurserna var folkbildande samhällskurser som anordnades av Landsföreningen för kvinnans politiska rösträtt (LKPR). 
Kurserna startade 1912, och hade som syfte att göra kvinnor på landsbygden mer politiskt medvetna, liksom att förbereda dem på kvinnlig rösträtt och formellt politiskt medborgarskap. Man ville även visa på länkarna mellan kvinnors rösträttslöshet och deras underordnade position i samhället, och på det viset syftade kurserna även att medvetandegöra kvinnorna om deras politiska roll.
Enligt riktlinjerna för kurserna ålades LKPR:s lokalföreningar att sända in detaljerade planer till landsföreningen med uppgifter om bland annat orter, kursdatum och tågtider. Det ålåg dessutom lokalföreningarna att ordna med boende åt föreläsarna, och att boka lokaler, affischering och annonsering. I många landsbygdsföreningar kungjorde präster kurserna.
Kurserna var ambulerande och roterade länsvis, på ungefär samma sätt som Svenska fattigvårdsförbundets möten och kurser. Man gav även ut en skriftserie av frågor som man såg som styvmoderligt behandlade av den (manliga) lagstiftningen, alltså ämnen som sågs vara av särskilt stort intresse för kvinnor.
Gymnastikläraren Martina Österberg donerade pengar till LKPR för kurserna 1911, därav namnet. LKPR anställde för denna uppgift särskilda kursledare, och den första av dessa var Gerda Planting-Gyllenbåga. Andra tidiga kursledare var Eva Andén, Valborg Bergström, Tilly Borg och Emma Aulin. Sammanlagt 150 000 kvinnor genomgick kurserna, som pågick till 1920.

## Kurslitteratur (urval)
- Folkpensioneringen (1918, Emma Aulin)
- Kommunernas organisation och förvaltning i kort sammandrag (1918, Emma Aulin)
- Äktenskapslagstiftningen (1915, Emma Aulin)
- Skyddslagstiftningen (1915, Walborg Bergström)
- Fattigvårdslagstiftningen (1918)